# Dartheide (natuurgebied)
Dartheide is een natuurgebied en voormalig landgoed in de Nederlandse provincie Utrecht. Het gebied ter grootte van 53 hectare ligt ten oosten van Doorn, ten noordoosten van Darthuizen en ten noordwesten van Leersum. Het maakt onderdeel uit van de stuwwal Utrechtse Heuvelrug. 

## Gebiedsbeschrijving
Dartheide is een bosgebied op de steile helling van de 47 meter hoge Darthuizerberg. Voor 1932 maakte het deel uit van het Landgoed Darthuizerberg, dat op haar beurt ontstaan was uit het landgoed Nieuw Broekhuizen, ook Dartheide genoemd. De naam Dartheide is een samentrekking van de nabijgelegen buurtschap Darthuizen en de heidevelden die hier vroeger lagen. In de 18e eeuw beplantte men de heuvel met naaldbomen. 
Bij Dartheide grenst de Darthuizerberg aan de Darthuizerpoort, een smeltwaterdal dat de Heuvelrug in de breedte doorsnijdt. Het smeltwaterdal ontstond in de voorlaatste ijstijd door wegspoelend ijssmeltwater. Het dal wordt op oude kaarten aangeduid als het gat van den berch. 
Er is een groot hoogteverschil tussen het laagste en het hoogste punt van de Darthuizerpoort, de reden dat men hier in de eerste helft van de 20e eeuw de eerste kunstskibaan van Nederland had aangelegd.

## Flora en fauna
Het gebied bestaat vooral uit oud dennenbos met veel ondergroei. De Pontische rododendron weet zich in het gebied goed te handhaven. Naast de vleermuis komt ook de boommarter voor in de vele oude, holle bomen.
In het droge bosgebied ligt een poel die gevoed wordt door kwelwater. Dit beschikbare grondwater is van belang voor dieren zoals o.a. reeën.

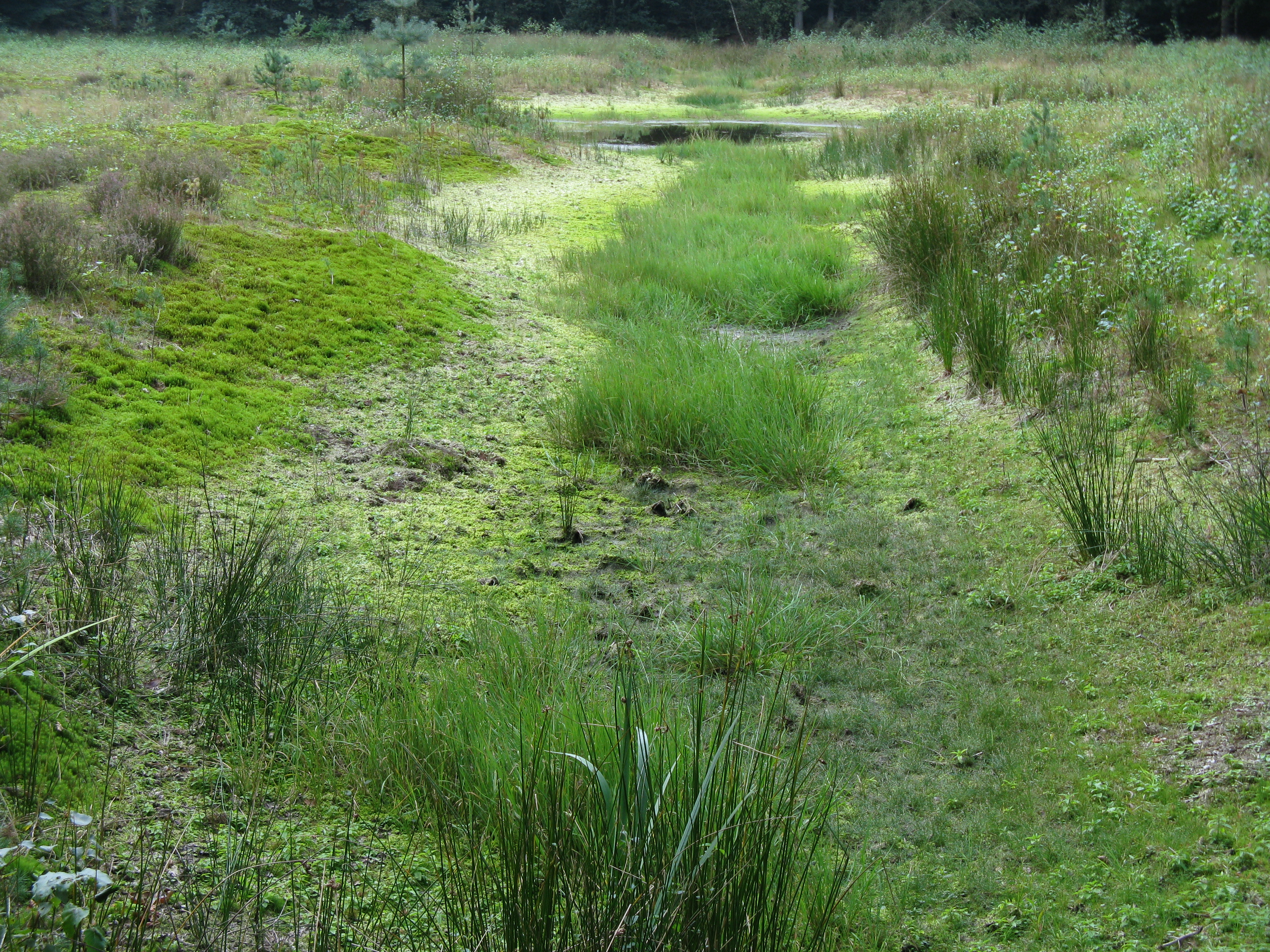
de poel

Amerongse Bos
· Amerongse Bovenpolder
· Landgoed Beerschoten
· Beukenburg
· Biltse Duinen
· Birkhoven
· Blauwe Kamer
· Blikkenburg
· Bloeidaal
· Bornia
· Bosch en Duin
· Breeveen
· Broekerbos
· Buitenplaatsen Driebergseweg
· Dartheide
· Elster Buitenwaarden
· Grebbeberg
· Heidestein
· Hoge Ginkel
· Hooge Kampse Plas
· Hoog Moersbergen
· Houdringe
· Juliusput
· Kasteelbos Renswoude
· De Kievit
· Kooilust
· Kozakkenput
· De Krakeling
· Laarsenberg
· De Leyen
· Lockhorsterbos
· Lunenburgerwaard
· Maartensdijkse Bos
· Middelwaard
· Moersbergen
· Niënhof
· Noordhout
· Okkersbos
· Oostbroek
· Over-Holland
· Palmerswaard
· De Paltz
· Panbos
· Plantage Willem III
· Pleinesbos
· De Pol
· Ridderoordse Bos
· Sandenburg
· Sandwijck
· De Schammer
· Stameren
· Landgoed Stoutenburg
· Viaanse Bos
· Viaanse polders en uiterwaarden
· Vikinghof
· Park Vliegbasis Soesterberg
· Vijverbos
· Vijverhof
· Voordorpse polder
· Willem Arntszbos
· Witte Hull
· De Woerd
· Wulperhorst
· Zeisterbos